# TRPV1
کانال کاتیونی پتانسیل گذرا گیرندهٔ غشاء، زیرخانوادهٔ ۵ عضو ۱ (انگلیسی: transient receptor potential cation channel subfamily V member 1) که با نام‌های گیرندهٔ کپسایسین و گیرندهٔ ۱ وانیلوئید هم شناخته می‌شود، یک پروتئین است که در انسان توسط ژن «TRPV1» کُدگذاری می‌شود. این مولکول نخستین پروتئین جداسازی‌شدهٔ این زیرگروه و عضوی از خانوادهٔ «کانال‌های بالقوهٔ کاتیونی گیرنده گذرا» از مجراهای یونی است.

## عملکرد
وظیفهٔ این مولکول پروتئینی، ردیابی و تنظیم درجهٔ حرارت بدن است. این گیرنده سبب احساس گرمای سوزاننده و ادراک درد (nociception) در جاندار می‌گردد. این پروتئین در رشته‌های عصبی حسی آوران، با مولکول TRPA1 (که یک گیرندهٔ مواد شیمیایی تحریک‌زاست) همکاری نزدیک دارد و بدین ترتیب با هم، در درک محرک‌های خطرناک و آسیب‌زای محیطی نقش مهمی دارند.
در سال‌های اخیر گمان بر آن است که وظیفهٔ اصلی TRPV1 حفظ دمای بدن باشد. آزمایش‌های انجام‌شده در جوندگان و انسان نشان داده که مسدود کردنِ این گیرنده‌ها سبب افزایش دمای بدن می‌شود و به همین دلیل این گیرنده در حفظ دمای بدن نقش دارد.

### حساس‌سازی
حساسیت این گیرنده به محرک‌های مضر نظیر حرارت زیاد، یک فرایند ایستا و ثابت نیست. پس از آسیب بافتی و ایجاد التهاب، مواد التهاب‌زا نظیر پروستاگلاندین و برادی‌کینین رها می‌شوند و این مواد، حساسیت گیرنده‌های ادراک درد را به محرک‌های مضر افزایش می‌دهند. بیشتر این مواد التهاب‌زا، سبب افزایش پروتئین کیناز سی می‌شوند که نقش مهمی در افزایش حساسیت گیرنده‌های TRPV1 ایفا می‌کند.

### حساسیت‌زدایی
از اثر مواجههٔ طولانی‌مدت با کپسایسین، فعالیت مولکول TRPV1 کاهش می‌یابد. به این پدیده حساسیت‌زدایی می‌گویند. برای وقوع حساسیت‌زدایی، حضور یون‌های خارج‌سلولی کلسیم ضرورت دارد. مسیرهای پیام‌رسانی گوناگونی همچون کالمودولین و کلسی‌نورین و کاهش فسفاتیدیل‌اینوزیتول (۴٬۵) بیس‌فسفات در پدیدهٔ حساسیت‌زدایی TRPV1 نقش دارند.

## فعال‌کننده‌های TRPV1
برخی از مهمترین فعال‌کننده‌های این مولکول پروتئینی عبارتند از:
- دمای بیش از ۴۳ درجه سلسیوس (۱۰۹ درجه فارنهایت)
- شرایط اسیدی
- کپسایسین (که در فلفل‌های تند یافت می‌شود)
- آلیل ایزوتیوسیانات (که در خردل و تُرب ژاپنی یافت می‌شود)
- آناندامید اندوکانابیوئید
- ان-آراشیدونویل دوپامین

فعال‌شدن پروتئین TRPV1 سبب ایجاد یک حس سوزانندهٔ دردناک می‌گردد. (مثل حسی که در اثر خوردن یک فلفل بسیار تند در دهان ایجاد می‌شود) این پروتئین بیشتر در یاخته‌های عصبی ادراک درد در دستگاه عصبی پیرامونی یافت می‌شود که کارش انتقال و تنظیم درد و تلفیق محرک‌های گوناگون دردزاست.

## اهمیت بالینی

### دستگاه عصبی محیطی
از آنجایی که پروتئین TRPV1 در ادراک درد نقش دارد، این مولکول یکی از اهداف سخت داروهای ضد درد بوده است:

#### آنتاگونیست‌ها
آنتاگونیست‌های گیرنده TRPV1 با مسدود کردن آن، درد را کاهش می‌دهند که از آن میان می‌توان به آنتاگونیست رقابتی «کاپسازپین» و آنتاگونیست غیررقابتی «قرمز روتنیم» اشاره کرد. این دو ماده زمانی که به‌صورت سیستمیک مصرف شوند، می‌توانند مفید واقع شوند. این مواد همچنین در کاهش ادراک درد ناشی از نوروپاتی در موش‌ها مؤثر است و این موضوع نشان می‌دهد که TRPV1 تنها گیرندهٔ کپسایسین است. در انسان، از داروهای ضد TRPV1 می‌توان در درمان دردهای مربوط به نوروپاتی محیطی ناشی از ام‌اس، شیمی‌درمانی و قطع عضو و نیز دردهای التهابی همچون آرتروز به‌کار رود. این داروها بر روی دمای بدن (ایجاد گرمازدگی) مؤثرند که یک چالش درمانی در پزشکی است. 

#### آگونیست‌ها
مولکول TRPV1 توسط برخی آگونیست‌های طبیعی فعال می‌شوند. کپسایسین و رزینیفراتوکسین قادرند TRPV1 را فعال کنند و در صورتی که این مواجهه شیمیایی طولانی‌مدت باشد، طی فرایند حساسیت‌زدایی (desensitization) فعالیت این پروتئین کاهش یافته و درد تسکین می‌یابد. در نتیجه این آگونیست‌ها را می‌توان به صورت موضعی در محل‌های درناک بدن به‌کار برد.
برخی متابولیت‌های اسیدهای چرب چندغیراشباع، نظیر متابولیت‌های اسید لینولئیک قادرند سلول‌ها را به شیوه‌ای مشابه با TRPV1 تحریک کنند. با آنکه این متابولیت‌ها نسبت به آناندامیدها اثر تحریکی ضعیف‌تری دارند، اما نقش تحریکی آنان در ایجاد درد در جوندگانReferenceA و همچنین آسیب‌زدن به سلول‌های بافت پوششی راه‌های هوایی جوندگان و ایجاد احتمالی آسم مشاهده شده‌است و ممکن است چنین اثری در انسان هم قابل ردیابی باشد.
در موش‌ها و خوکچه‌های هندی و بافت‌های انسانی کشت‌شده در بدن خوکچه هندی مشاهده گردیده که یکی از متابولیت‌های اسید آراشیدونیک به نام «پروستاگلاندین E2» از طریق گیرنده‌های «EP3» که نوعی گیرنده جفت‌شونده با پروتئین جی است، سبب ایجاد سرفه می‌شود. چندریختی ژنتیکی در گیرندهٔ EP3 (یا همان rs11209716) در بروز سرفه‌های ناشی از داروهای بازدارندهٔ آنزیم مبدل آنژیوتانسین در انسان نقش دارد.

### دستگاه عصبی مرکزی
پروتئین TRPV1 به مقدار زیادی در دستگاه عصبی مرکزی ساخته می‌شود که نه تنها یکی از اهداف ساخت داروهای ضد درد است، بلکه در ایجاد حالات دیگری نظیر اضطراب مؤثر است. این پروتئین همچنین در هیپوکامپ سبب فروکاستی درازمدت سیناپسی ( anichin long-term synaptic depression) می‌گردد که سبب کاهش توانایی در ایجاد حافظه جدید می‌شود.

## تعاملات شیمیایی
پروتئین TRPV1 با مولکول‌های کانابیدیول و آناندامید تعامل پروتئین-پروتئین دارد.

## برای مطالعهٔ بیشتر
- Premkumar LS, Ahern GP (December 2000). "Induction of vanilloid receptor channel activity by protein kinase C". Nature. 408 (6815): 985–90. Bibcode:2000Natur.408..985P. doi:10.1038/35050121. PMID 11140687. S2CID 4372628.
- Immke DC, Gavva NR (October 2006). "The TRPV1 receptor and nociception". Seminars in Cell & Developmental Biology. 17 (5): 582–91. doi:10.1016/j.semcdb.2006.09.004. PMID 17196854.
- Heiner I, Eisfeld J, Lückhoff A (2004). "Role and regulation of TRP channels in neutrophil granulocytes". Cell Calcium. 33 (5–6): 533–40. doi:10.1016/S0143-4160(03)00058-7. PMID 12765698.
- Geppetti P, Trevisani M (April 2004). "Activation and sensitisation of the vanilloid receptor: role in gastrointestinal inflammation and function". British Journal of Pharmacology. 141 (8): 1313–20. doi:10.1038/sj.bjp.0705768. PMC 1574908. PMID 15051629.
- Szallasi A, Cruz F, Geppetti P (November 2006). "TRPV1: a therapeutic target for novel analgesic drugs?". Trends in Molecular Medicine. 12 (11): 545–54. doi:10.1016/j.molmed.2006.09.001. PMID 16996800.
- Pingle SC, Matta JA, Ahern GP (2007). "Capsaicin receptor: TRPV1 a promiscuous TRP channel". Transient Receptor Potential (TRP) Channels. Handb Exp Pharmacol. Handbook of Experimental Pharmacology. Vol. 179. pp. 155–71. doi:10.1007/978-3-540-34891-7_9. ISBN 978-3-540-34889-4. PMID 17217056.
- Liddle RA (August 2007). "The role of Transient Receptor Potential Vanilloid 1 (TRPV1) channels in pancreatitis". Biochimica et Biophysica Acta (BBA) - Molecular Basis of Disease. 1772 (8): 869–78. doi:10.1016/j.bbadis.2007.02.012. PMC 1995747. PMID 17428642.